# Vestavia Hills, Alabama
Vestavia Hills är en stad (city) i Jefferson County, och  Shelby County, i delstaten Alabama, USA. Enligt United States Census Bureau har staden en folkmängd på 34 058 invånare (2011) och en landarea på 50,3 km².